# Friedrich Schreiber (Politiker, 1934)
Friedrich Schreiber (* 19. Juli 1934 in Kronstadt, Siebenbürgen, Rumänien) ist ein deutscher Politiker der SPD.

## Ausbildung und Beruf
Friedrich Schreiber besuchte die Volksschule und das Gymnasium in Kronstadt, an dem er 1951 das Abitur ablegte. Nach der Umsiedlung in die Bundesrepublik Deutschland besuchte er das Gymnasium Hausach und legte dort 1954 erneut das Abitur ab. Von 1954 bis 1958 belegte er ein Studium der Rechtswissenschaften an den Universitäten Freiburg und München. Schreiber legte das erste und zweite juristische Staatsexamen ab. Er war ab 1967 Anwaltsassessor, anschließend trat er in die Finanzverwaltung ein. Von 1968 bis 1971 arbeitete er als Sachgebietsleiter bei den Finanzämtern Dortmund-Süd und Arnsberg. Ab 1972 war er als Oberregierungsrat im Ausbildungsreferat der Oberfinanzdirektion Münster tätig. 1975 wurde er gemäß Landesrechtsstellungsgesetz in den Ruhestand versetzt. 1980 schied er nach § 32 des Abgeordnetengesetzes Nordrhein-Westfalen (AbgG NW) aus dem Amt aus. Ab 1975 war er als Fachanwalt für Steuerrecht tätig.

## Politik
Friedrich Schreiber ist seit 1964 Mitglied der SPD. 1967 wurde er Vorstandsmitglied des Ortsvereins Geisecke. Von 1970 bis 1975 war er Mitglied des Kreisvorstandes Iserlohn. Von 1975 bis 1977 war er als stellvertretender Stadtverbandsvorsitzender von Schwerte tätig. Mitglied und SPD-Fraktionsvorsitzender des Gemeinderates von Geisecke war er von 1969 bis 1975 und von 1975 bis 1984 fungierte er als Mitglied des Rates der neuen Stadt Schwerte. Im Rat wirkte er auch als stellvertretender Fraktionsvorsitzender. Schreiber ist Mitglied der Deutschen Steuergewerkschaft.
Friedrich Schreiber war vom 28. Mai 1975 bis zum 31. Mai 1995 direkt gewähltes Mitglied des 8. 9. 10. und 11. Landtages von Nordrhein-Westfalen für den Wahlkreis 121 Iserlohn-Land I, beziehungsweise für den Wahlkreis 136 Unna I.

## Ehrungen
- 1992: Verdienstkreuz 1. Klasse der Bundesrepublik Deutschland[1]